# Kvål, Innlandet
Kvål (eller Kvalfeltet) är en tätort i Ringsakers kommun i Innlandet fylke i sydöstra Norge. Orten ligger vid fylkesväg 1722, på den norra sidan av Europaväg 6, sydöst om staden Brumunddal.
Tidigare har orten tillhört dåvarande Furnes kommun.